# 栗橋丸
栗橋丸 (くりはしまる) は日本海軍の救難船兼曳船。
1920年に栗橋と改名した。
元は1897年製造のスウェーデン船籍「ヘラクレス (Heracles) 」。
日露戦争時 (1905年) に購入、
旅順の沈船救難などに活躍した。
太平洋戦争後は復員輸送を行った後、1950年まで海上保安大学校の練習船に使用、50年以上役務に就いた。

## 艦型
機関
主機は3段3筒レシプロで直径は高圧20 in (508 mm)、中圧32 in (813 mm)、低圧51 in (1,295 mm)、行程30 in (762 mm)。
蒸気圧力は180 psi (13 kg/cm2)。
救難設備
搭載、設置した排水用機器は以下の通り。
- 固定遠心ポンプ 1台 : 直径18 in (457 mm)。能力は2,500トン/h。機械室に設置。
- 電動移動遠心ポンプ 2台 : 直径12 in (305 mm)。能力は2台で2,400トン/h。150馬力発電機を機械室に設置、電源ケーブルの長さは0.5英海里 (930 m)。
- 蒸気式移動遠心ポンプ 2台 : 直径12 in (305 mm)。能力は2台で2,000トン/h。
- 蒸気式移動ピストンポンプ 1台 : ピストンの直径12 in (305 mm)。能力は500トン/h。
- 移動ボイラー 1基 : ポンプへの蒸気供給用。
- ホース : 内径5 in (127 mm)、長さ3,000 ft (914 m)。

総排水能力は1時間当たり約6,000トン。
その他に救難用ロープ各種や潜水器7組 (人力送気3組、圧縮空気使用4組) なども搭載した。
端艇
- 1917年 (大正6年) : 22 ft (6.7 m)カッターを23 ft (7.0 m)通船に交換した[16]。
- 1918年 (大正7年) : 26 ft 6 in (8.1 m)汽艇は機関老朽化のため20 ft (6.1 m)内火艇と交換した[17]。

その他
1923年 (大正12年) に電動測深儀が装備された。

## 艦歴

### 購入
日露戦争において沈没船引き揚げに救難船が必要とされた。
そこで、臨時軍事費予算を使用し、
横浜にあるジャーデン・マゼソン商会の仲介により購入した。
1905年 (明治38年) 2月19日に購入契約を結び、5月17日に長崎港で受領。
同日佐世保軍港に回航し佐世保海軍工廠で必要な艤装を行った。
5月22日に「栗橋丸」と命名、本籍を佐世保鎮守府とした。

### 旅順派遣
同1905年6月15日に宇久島を出発、
旅順で沈没船救難を行った。
「栗橋丸」は翌1906年 (明治39年) 6月5日に佐世保に帰港した。
8月6日付で「栗橋丸」の所属は横須賀海軍港務部附属に変更。
同月11日に佐世保鎮守府から横須賀鎮守府へ引き渡された。
1907年 (明治40年) 
7月4日に竹敷を出港し旅順に向かい、同月29日に竹敷に帰国した。
1909年 (明治42年) 
4月24日付で、海況の穏やかな5月から6月に運貨船2隻を曳航して大湊まで回航するよう、訓令が出された。
また7月10日に舞鶴を出港し旅順に向かい、8月6日に舞鶴に帰国した。
1910年 (明治43年) 
6月30日に横須賀を出港し (呉に寄港し7月4日出港) 7月8日旅順着、7月11日に松樹山丸を護衛して同地を出港し7月20日徳山港に帰国、7月26日横須賀に帰港した。(『恩給叙勲年加算調査』によると7月17日に竹敷に帰国した。)

### 浪速遭難
1912年 (明治45年/大正元年) 
の「浪速」遭難時、「栗橋丸」は缶管修理中だったが至急工事を終わらせた。

### 実験協力
1920年 (大正9年) 
に「栗橋丸」「由良川丸」「第七震天」を使い、潜水艦防御用防材の実験が行われた。

### 沿海州派遣
同1920年
6月23日に間宮海峡での沈船除去の訓令を受け、
「栗橋丸」は6月26日午前9時に横須賀を出港した。
28日から29日に函館港に寄港、
30日には小樽をに到着した。
7月1日付で「栗橋」と改名した。
同日「栗橋」は小樽を出港、沿海州方面へ向かい、
7月4日デカストリ湾ウーストリチヌイ島に到着した。
7月8日にサバフ角に移動、
翌9日から同地で沈船除去作業を実施した。
8月11日に「栗橋」の作業打ち切り、舟艇の回航が命令された。
19日に亜港に向けて同地を出港した。
「栗橋」は10月15日に小樽に帰国した。
1921年 (大正10年) 
「栗橋」に沿海州方面の行動のため、臨時海軍工作班用の工事が行われ、
「栗橋」は5月15日に小樽を出港して沿海州方面で行動し、10月29日に小樽に帰国した。
1922年 (大正11年) 
5月から6月に第六戦隊第一小隊が北方方面に行動するのに合わせ、
「栗橋」は横須賀を出港して小樽経由 (5月23日小樽出港) で亜港へ移動、同地で炭水糧食の補充を第一小隊に行った。
「栗橋」は10月23日小樽に帰国した。
1923年 (大正12年) 
5月に横須賀を出港し小樽経由 (5月23日小樽出港) で亜港に進出、
同地にいる臨時海軍防備隊へ補給を行った。
また同時に沿海州方面の水路補測を行った。
「栗橋」は7月30日小樽に帰国した。
8月2日に小樽を出港、8月15日大泊港に一時帰国、8月20日に小樽を出港した。
9月17日に「栗橋」は間宮海峡を出発し、漂流人救出任務を行った。
「栗橋」は10月19日に小樽へ帰国した。
1924年 (大正13年) 
5月21日に「栗橋」は小樽を出港、6月22日稚内港に寄港し翌23日出港、8月14日大泊に帰国した。
8月21日に真岡を出港、10月17日小樽に帰国した。

### 改装
1939年 (昭和14年) に改装が行われた。

### 太平洋戦争
1942年 (昭和17年) 
1月7日、神子元灯台の沖で雷撃を受けた第1雲海丸の救難に「沢風」などと共に向かうなど、太平洋戦争中でも救難任務を行った。

### 戦後
戦後は復員船となり、復員輸送を行った。
1946年 (昭和21年) 
1月20日に特別輸送船(復員船)の任を解かれた。
4月25日に再度、特別輸送船をされて横須賀地方復員局の所管とされ、
12月15日に特別輸送船の任を解かれた
その後は長浦港に停泊、
1948年 (昭和23年) に海上保安庁が発足し同船は海上保安大学校の練習船となり、
1950年 (昭和25年) に解役された。

## 艦船符号

### 信号符字
旗旒信号等で使用する。
- GQSD : 1905年5月22日[47] -

### 呼出符号
無線電報で使用する、いわゆるコールサイン。
- KKE : 1909年6月18日[48] -
- JJP : 1920年9月10日[49] -